# Szentgergely
Szentgergely vagy Szerémszentgergely (Grgurevci,Гргуревци) település Szerbiában, a Vajdaságban, a Szerémségi körzetben, Szávaszentdemeter községben.

## Demográfiai változások
| 1910 | 1948  | 1953  | 1961  | 1971  | 1981  | 1991  | 2002  |
| ---- | ----- | ----- | ----- | ----- | ----- | ----- | ----- |
| 2008 | 1 099 | 1 120 | 1 371 | 1 452 | 1 405 | 1 319 | 1 312 |

## Etnikai összetétel
- 1910-ben 2088 lakosából 1574 szerb, 344 német, 46 horvát és 11 magyar volt[2]
- 2002-ben 1312 lakosa közül 1243 szerb (9476%), 14 horvát és mindössze 1 magyar volt

## Történelme
A települést már a középkori források is említik Szentgergely, Szent-Gergyel, valamint S. Gregorii de Syrimia - azaz Szerémszentgergely - néven. Akkoriban magyarok lakták, akiknek egy Szent Gergely tiszteletére szentelt katolikus monostoruk volt a településen. Már a Hunyadiak korában is Szerém vármegyében találjuk. Később, a törökdúlás idején teljesen elnéptelenedett, magyar lakossága véglegesen elhagyta. A törökök kiűzését követően már görögkeleti szerbek által lakott falu, akik a helységet - tovább éltetvén a történelmi névalakot - Gergurevci, Grgurevci néven nevezik. A trianoni békeszerződésig Szerém vármegye Szávaszentdemeteri (Mitrovicai) járásához tartozott. Ma a Szerémség kifejezetten szerb jellegű települései közé sorolható.